# Akademie für Psychoanalyse und Psychotherapie
Die Akademie für Psychoanalyse und Psychotherapie München e. V. ist ein psychoanalytisches Ausbildungsinstitut in München. Sie ist eine staatlich anerkannte Ausbildungsstätte nach § 6 des PsychThG (a. F.) und anerkannt von der Bayerischen Landesärztekammer zum Erwerb der Zusatzbezeichnungen Psychotherapie und Psychoanalyse. Das Institut ist Mitglied der Vereinigung für analytische und tiefenpsychologisch fundierte Kinder- und Jugendlichen-Psychotherapie in Deutschland e. V. (VAKJP), anerkanntes Ausbildungsinstitut und Mitglied der Deutschen Gesellschaft für Psychoanalyse, Psychotherapie, Psychosomatik und Tiefenpsychologie (DGPT) sowie Mitglied des Netzwerks Freie Institute für Psychoanalyse und Psychotherapie (NFIP). Die Akademie hat über 360 Mitglieder und 180 in Aus- und Weiterbildung befindliche Teilnehmer.

## Geschichte
Im Jahr 1911 wurde durch den Nervenarzt Leonhard Seif und einige seiner Kollegen die Münchener Ortsgruppe der freudianisch geprägten Internationalen Psychoanalytischen Vereinigung (IPV) gegründet. Da sich die freudianisch geprägte Psychoanalyse in München nicht etablieren konnte, wurde die IVP-Ortsgruppe München 1918 in „Gesellschaft für angewandte Seelenkunde“, eine nationalsozialistisch propagierte Ausrichtung, umbenannt. Aus dieser Gesellschaft ging 1920 die erste individualpsychologische Ortsgruppe außerhalb Wiens hervor, die „Gesellschaft für vergleichende Individualpsychologie“. In den 1920er Jahren ging die in der Weimarer Republik etablierte Neue Deutsche Heilkunde in die im Nationalsozialismus propagierte „Deutsche Seelenheilkunde“ über.
1939 wurde die Zweigstelle Bayern des Deutschen Instituts für Psychologische Forschung und Psychotherapie (das sogenannte „Göring-Institut“) unter der Leitung von Leonhard Seif und Lucy Heyer gegründet. 1940 begann die Ausbildung in zwei schulenspezifischen Kursen (jungianisch nach C. G. Jung und gemeinschaftspsychologisch nach Felix Scherke). 1943 erfolgte, in Anlehnung an das neue Reichsinstitut Berlin, die Umbenennung der Zweigstelle Bayern in „Arbeitsgemeinschaft München“ und Otto Curtius wurde Nachfolger von Leonhard Seiff.
Ludwig Zeise (1898–1961): „Ein Gerechter unter den Völkern“
Zeise gehörte zu den Gründungsmitgliedern des Instituts. Er kam 1920 aus Berlin nach München, studierte dort an der Ludwig-Maximilians-Universität Psychologie, Philosophie und Psychotherapie und schrieb seine Dissertation bei Erich Becher und dann (nach dessen Tod) bei Kurt Huber – später Mitglied der Widerstandsgruppe „Weiße Rose“. Ab 1939 arbeitete Zeisig am Deutschen Institut für Psychologie und Psychotherapie in Berlin und absolvierte in den letzten Kriegsjahren seine Lehranalyse am Göring-Institut (Berlin). Weil seine erste Ehefrau (Anna Zeisig, geb. Elischak) jüdischer Herkunft war, hatte er einen schweren Stand blieb aber, auch nach der Trennung und dem Zusammenleben mit seiner späteren zweiten Frau (Erika Zeise, geb. Lengnik), mit ihr verheiratet. Vermutlich bewahrte er als „Arier“ und Leutnant im Ersten Weltkrieg so Anna Zeisig vor der Deportation. Nach der Rückkehr nach München war er von 1948 bis 1956 Oberassistent am Psychologischen Institut der LMU (Lehrstuhl für Psychologie und Pädagogik Prof. Lersch) und habilitierte sich mit einer Schrift über Psychagogik (ca. 1952). Nach seinem dortigen Ausscheiden war er als Dozent und außerplanmäßiger Professor tätig.
Zeise war bereits in der Anfangsphase der Gründung des Berufsverbands Deutscher Psychologen (BDP) ein wichtiger Akteur und war sowohl im Vorstand auf Bundesebene (1948–1956) als auch im Vorstand der Landesgruppe Bayern tätig, 1948 wurde er dort zum Vorsitzenden gewählt. Von 1955 bis zu seinem Tod leitete er die BDP-Sektion „Psychotherapie und Psychagogik“.
Bereits 1945 nahm Zeisig eine bedeutsame Rolle hinsichtlich der Aufarbeitung des Nationalsozialismus ein. In einer Mitgliederversammlung der Arbeitsgemeinschaft Bayern (13. Juli 1945) heißt es im Protokoll:
„Dr. Zeise ist von amerikanischer Seite aus gebeten worden, einen Plan zur politischen Umerziehung des deutschen Volkes zu entwerfen. Zeise ist sich darüber klar, dass das die Kräfte eines einzelnen übersteigt und schlägt die Schaffung einer Arbeitsgemeinschaft vor, die sich zur Aufgabe setzt, die politischen Zusammenhänge nach allen Richtungen aufzuzeigen und einen Feldzug zur Umerziehung und politischen Aufklärung des Volkes zu unternehmen. (…) Das Institut in seiner Gesamtheit wird auch nicht in der Lage sein, die Umerziehung des deutschen Volkes zu bewerkstelligen. Dazu ist eine Volksbewegung notwendig. Um diese zu starten, sei allerdings die Arbeit des Instituts außerordentlich wichtig. (Protokoll der Mitgliederversammlung vom 13. Juli 1945).“ (Grunert 2008, 206)
Erstaunlich ist eine Passage im Protokoll der Mitgliederversammlung des Instituts am 16. September 1947: Auf Vorhaltungen Zeises hinsichtlich fehlender Wärme und Kameradschaftlichkeit antwortet Scherke (Geschäftsführer), dass gerade er (Scherke) es gewesen sei „der Göring auf die Gebote der Kameradschaftlichkeit aufmerksam gemacht und ihn veranlasst habe, etwas für Zeise zu tun, als dieser von der Gestapo gesucht wurde.“ (ebd. 238). Dass Zeise von der Gestapo gesucht wurde, bestätigte Erika Zeise in einem Interview 2004. Ihr Mann hatte sich 1944/45 an seinem Tätigkeitsort bei der IG Farben/BASF (dort hielt er psychologische Kurse ab) darüber ausgelassen, dass er sich nun verabschiede, der Krieg gehe zu Ende und er den Kollegen wünsche, es kämen lieber die Amerikaner, als die Russen (Lück & Bettenhausen & Zeise 2023, 27).
Weil Erika Zeise und Ludwig Zeise im September 1943 bis Mitte Oktober 1943 die 22-jährige Jüdin Ruth Lilienthal (sie war „Halbjüdin“, galt aber wegen ihrer Mitgliedschaft in der jüdischen Gemeinde als „Volljüdin“) in ihrer Wohnung in Berlin versteckten und sie, die zu diesem Zeitpunkt schwer an Diphtherie erkrankte, pflegten und versorgten (überwiegend wohl Erika Zeise) und damit vor dem sicheren Tod bewahrten, wurden sie vom Staat Israel (Gedenkstätte Yad Vashem, Jerusalem) 2006 als „Gerechte unter den Völkern“ ausgezeichnet. Erika Zeise erlebte das nicht mehr (sie verstarb im Dezember 2005) hatte aber davon erfahren und sich sehr darüber gefreut (ebd.).
In der Münchner Mitgliederversammlung am 13. Juli 1945 wurde der neue Name der bisherigen „Arbeitsgemeinschaft München“ beschlossen: „Institut für Psychologische Forschung und Psychotherapie“, das sich als Rechtsnachfolgerin des Deutschen Instituts für psychologische Forschung und Psychotherapie (Berlin) verstand. 1946 erfolgte mit Genehmigung der Militärbehörden die Gründung des „Instituts für Psychologische Forschung“ – der heutigen Akademie für Psychoanalyse und Psychotherapie München, einige der Gründungsmitglieder hatten sich nach 1933 öffentlich zum Nationalsozialismus bekannt. Zum Institutsdirektor wurde Max Steger gewählt, Felix Scherke (der gegen Kriegsende mit der Kasse und Unterlagen des Reichsinstituts nach Bayern geflüchtet war) wurde Geschäftsführer. Nach dem Unfalltod Stegers wurde der als Mitläufer eingestufte Otto Curtius im Februar 1948 sein Nachfolger. Scherke trat im März 1948 aufgrund vieler Querelen im Institut (u. a. im Zusammenhang finanzieller Auseinandersetzungen mit dem Berliner Institut und zuletzt wegen seines undemokratischen Versuchs, die Mitglieder bei der Wahl des Nachfolgers von Max Steger zu beeinflussen) zurück. Noch im Jahr seiner Wahl (1948) verstarb der schwer herzkranke Curtius. Nachfolger wurde nach kontroverser Diskussion Walter Seitz, Internist, Direktor der Medizinischen Poliklinik der Universität München, der als Lehrstuhlinhaber (Innere Medizin) erstmals die Psychosomatik in sein Fach einführte, zugleich selbst aber nicht psychotherapeutisch ausgebildet war. Er bekleidete sein Amt von 1948 bis 1967. Seitz war Mitglied der Berliner Widerstandsgruppe „Onkel Emil“. Sie bildete sich im Winter 1938 um die Journalistin Ruth Andreas-Friedrich und ihren Lebensgefährten, den Dirigenten Leo Borchard und blieb bis zur Befreiung unentdeckt. Onkel Emil half verfolgten Jüdinnen und Juden (Unterschlupf, Lebensmittel, Papiere) und verteilte, nach der Ermordung von Hans und Sophie Scholl im Februar 1943, Flugblätter der Weißen Rose in München.
1968 wurde Anton Schelkopf (1914–1975), ein mit tatkräftiger Unterstützung seines späteren Lehranalytikers Fritz Riemann 1958 in das Institut aufgenommener Filmproduzent und CSU-Parteimitglied, für das Amt des Geschäftsführers nominiert. Wegen seiner von Lotte Köhler aufgegriffenen, ungeklärten NS-Vergangenheit zog er seine Kandidatur aber schließlich zurück. Es kam zu Spaltungen zwischen Unterstützer und Gegner Schelkopfs, der seinerseits mit juristischen Mitteln und später auch mit seinem Austritt aus dem Verein drohte. Im Verlauf der zermürbenden Auseinandersetzung im Institut trat Köhler schließlich im September 1969 aus dem Institut aus. Schelkopf blieb Mitglied, verzichtete aber auf die von ihm zunächst geforderte Rehabilitationserklärung.
Als 1968 die Wahl des Vorstands anstand, zog Seitz seine Kandidatur wegen der „Schelkopf-Affaire“ zurück. Zu seinem Nachfolger wurde Siegfried Elhard, der zuvor von 1960 bis 1968 das Amt des Geschäftsführers bekleidet hat, gewählt; neuer Geschäftsführer wurde Gert Halbach.
Im Zuge der 68er-Bewegung begann sich im Münchner Institut einiges zu bewegen. Die Ausbildungsteilnehmer wunderten sich über den Namen des Instituts schweigen über die Geschichte des Instituts und knüpften Kontakte zu Kandidaten (so die damals übliche Terminologie) anderer Ausbildungsinstitute. Die Auseinandersetzungen um den Geschäftsführer (Schelkopf) gaben einen wichtigen Anstoß zu einem Klärungs- und Neuorientierungsprozess, der mit dem Vorsitz von Siegfried Elhardt, der Ausbildungsleitung durch Siegfried Langhans (Amtszeit 1967–1974) und der Geschäftsführung durch Gert Halbach einsetzte und mit dem im Februar 1974 beginnenden Direktorat (Titel des Vorsitzenden: 'Direktor') von Siegfried Langhans entschieden und engagiert fortgeführt wurde" (Grunert 2008: 230).
Im Jahr 1974 erfolgte die Umbenennung des „Instituts für psychologische Forschung und Psychotherapie“ in „Akademie für Psychoanalyse und Psychotherapie e. V. München“ und – damit verbunden – die endgültige Distanzierung und Abkehr vom synoptischen Gedanken und den Theorien von Harald Schultz-Hencke. Dass diese von Riemann weiterentwickelten Theorien so lange gelehrt worden waren, hatte sicherlich auch mit seiner Loyalität seinem früheren Lehranalytiker gegenüber zu tun.
Der Direktor Siegfried Langhans (Amtszeit 1974–1982), der Ausbildungsleiter Ludwig Barth (Amtszeit 1974–1984) und sein später Nachfolger Wolfgang Mertens (Amtszeit 1985–1995) sorgten endgültig für die psychoanalytische Ausrichtung der Akademie.
Von Frank Schwarz, dem (letzten) „Direktor“ von 1985 bis 1995 gingen wichtige Impulse für eine damals noch kaum beachtete und oft auch ignorierte Öffnung der Psychoanalyse gegenüber psychotischen Erkrankungen aus. Er gründete und leitete mit Helmut Remmler (1973–1986, Mitglied der Münchner Arbeitsgemeinschaft für Psychoanalyse – MAP) 1992 die „Überregionale Weiterbildung in analytischer Psychosentherapie“; nach dem Tod von Helmut Remmler trat 1997 Günter Lempa dessen Nachfolge an und leitet die ab Mai 2014 zur Akademie hinzugekommene Abteilung Analytische Psychosentherapie (APT).
Mit Thea Bauriedl (1938–2022), die von 1995 bis April 1999 Vorsitzende war, und mit ihrem Mann Friedrich Wölpert (1949–2018) die Abteilung für Analytische Paar- und Familientherapie mit ihrem beziehungsanalytischen Ansatz gründete, wurden ethische Fragen erstmals intensiver diskutiert und mündeten in die Gründung einer Ethik-Arbeitsgruppe, die bis heute existiert und Ethikleitlinien ausarbeitete – zum damaligen Zeitpunkt bundesweit ein Novum. Durch ihre Bemühungen im Bereich der Satzung mit dem Anliegen einer Demokratisierung und größerer Transparenz trug sie zur späteren Öffnung im Bereich der Kommunikations- und Organisationsstrukturen bei.
Elisabeth Petershagen (April 1999 – Juli 2002) engagierte sich unter dem Eindruck der damals  zurückgehenden Zahl von Ausbildungsteilnehmern für die Hinwendung der Akademie zu einem regen Mitgliederinstitut. Daraus gingen verschiedene neue Angebote (u. a. der Akademietag und später die öffentliche Fortbildung) hervor. In Elisabeth Petershagens Amtszeit fielen auch die stürmischen Zeiten im Zusammenhang des neuen Psychotherapeutengesetzes, durch das sie die Akademie mit Unterstützung der damaligen Weiterbildungsleiter Thomas Stadler / AKJP und  Franz Zimmermann / ETH hindurch steuerte.
Damals begann auch die Zeit der Großgruppen, die wesentlich zu einer offenen Gesprächskultur in der Akademie beigetragen haben. Tobias von Geiso's Verdienst als Vorsitzender (kommissarisch ab Juli 2002 bis Februar 2003 und dann regulär von Februar 2003 bis Mai 2009) bestand ganz wesentlich darin, diese Entwicklung fortzusetzen und in der ihm eigenen engagierten Weise offene Diskussionen anzuregen und schwierige Fragen, so das – noch immer von der Erwachsenanalyse dominierte – Verhältnis zwischen Kinder- und Erwachsenenanalytiker (analog das schwierige Verhältnis zwischen VAKJP und DGPT) anzusprechen und immer wieder kritisch zu diskutieren.
Die Wahl von Elfi Freiberger zur Vorsitzenden der Akademie (Mai 2009 bis Mai 2015) als erster Kinderanalytikerin war auch insofern ein Politikum, als sie im Beirat der DGPT (Vertretung der Ausbildungsinstitute) als solche kein Stimmrecht hatte. Sie war in ihrer Amtszeit auch  darauf bedacht, zu einer Befriedung der nach wie vor bestehenden Spannungen zwischen den Abteilungen (insbesondere AKJP und ETH) beizutragen.
Nachfolger von Elfi Freiberger wurde Jürgen Thorwart (Psychologischer Psychotherapeut/Psychoanalytiker: 2015–2021) und Martin Czajka (Kinder- und Jugendlichenpsychotherapeut/Kinderanalytiker: ab 2021).

## Ehrenvorsitzender und Ehrenmitglieder
Zum Ehrenvorsitzenden wurde der langjährige Vorsitzende und SPD-Politiker, Walter Seitz, im Oktober 1968 gewählt.
Ehrenmitglieder
- Dorothea Huber (2018)
- Thea Bauriedl (2017)
- Michael Ermann (2017)
- Wolfgang Mertens (2017)
- Ellen Bruckmayer (2015)
- Zita Steger-Hain (2008)

## Ethik
Die Akademie hat sich Ethikleitlinien gegeben, die Anfang der 2000er Jahre als Ergänzung der Satzung von einer Ethik-AG formuliert wurden. Mitglieder der Akademie sowie Aus- und Weiterbildungsteilnehmer verpflichten den dort formulierten Grundsätzen. Neben den Vertrauensleuten, an die sich Patienten, Aus- und Weiterbildungsteilnehmer, aber auch Kollegen wenden können, kann bei Verletzung ethischer Grundsätze auch die Schiedskommission (unter Vorsitz eines Richters) angerufen werden.

## Ziele und Aufgaben
Zweck der Akademie für Psychoanalyse und Psychotherapie München ist die Aus- und Weiterbildung sowie die Förderung der Wissenschaft und Forschung im Bereich der Psychoanalyse und der Psychotherapie. Ihr Ziel ist es, qualitativ hochwertige Aus-, Weiter und Fortbildung anzubieten, den Austausch von Wissen und Erfahrungen unter Fachleuten zu fördern und durch ihre Ambulanzen Hilfe und Beratung anzubieten Satzung.

## Aus- und Fortbildung
Die Akademie für Psychoanalyse und Psychotherapie München bietet verschiedene Aus- und Weiterbildungen an, um Ärzte, Psychologen und (Sozial-)Pädagogen auf ihre zukünftige Tätigkeit als Ärztliche, Psychologische Psychotherapeuten und Kinder- und Jugendlichenpsychotherapeuten vorzubereiten: Analytische und tiefenpsychologische Psychotherapie für Erwachsene (ETH), analytische und tiefenpsychologische Psychotherapie für Kinder und Jugendliche (KJP).
Außerdem werden verschiedene psychoanalytisch begründete  Fort- und Weiterbildungen angeboten:
- Ärztliche Weiterbildung (Facharztweiterbildung, Zusatztitel, Balintgruppen)
- Gruppenanalyse
- Analytische Psychosentherapie
- Säuglings-, Kleinkind-, Elterntherapie (SKEPT) sowie eine
- Supervisionsweiterbildung.

Weitere Projekte der Akademie
- Film und Psychoanalyse[5]
- Internationale Akademie[6]

## Ambulanzen
In den Ambulanzen der Akademie für Erwachsene, Kinder, Jugendliche, Eltern und Familien sowie Säuglinge und Kleinkinder werden Patienten aufgenommen und beraten, die sich in einem aktuellen Konflikt oder einer Lebenskrise befinden und Leidensdruck aufgrund verschiedener Schwierigkeiten Symptome bzw. Probleme empfinden, beispielsweise:
- Ängste
- Zwangsgedanken, Zwangshandlungen
- Schwierigkeiten in sozialen Beziehungen
- Arbeits- und Konzentrationsstörungen, Versagensangst, Leistungskrisen, Berufsangst
- depressive Zustände
- Selbstwertprobleme
- sexuelle Störungen

- Schulschwierigkeiten: z. B. Schulängsten und Konzentrationsschwächen
- sozialen Anpassungsschwierigkeiten: z. B. Lügen, Stehlen, und aggressivem Verhalten
- Sprachstörungen: z. B. Stottern
- Schulängste

- Nicht zu bewältigenden Belastungen in der Schwangerschaft und  um die Geburt
- Wochenbettkrisen zwischen Eltern und dem neugeborenen Kind
- Postpartaler Depression / Babyblues
- Babys, die viel schreien und sich nur schwer oder gar nicht beruhigen lassen
- Stillproblemen, Fütter-, Verdauungs- und Gedeihstörungen.

Gegebenenfalls erfolgt auch eine Vermittlung von geeigneten Therapieplätzen, Kliniken oder Beratungsstellen.

## Forschung und Publikationen
Die Akademie für Psychoanalyse und Psychotherapie München ist bestrebt, die wissenschaftliche Forschung im Bereich der Psychoanalyse und Psychotherapie voranzutreiben. Sie unterstützt Forschungsprojekte von Mitarbeitern und externen Forschern und fördert den Austausch von Forschungsergebnissen durch wissenschaftliche Publikationen.
Forschungsprojekte von Mitgliedern der Akademie
- Das Projekt Kriegskindheit an der Universität München (M. Ermann und Mitarbeiter)[8]
- Die Münchner Psychotherapie-Studie – MPS (Leitung: Dorothea Huber und Günther Klug)[9][10]
- Münchner Bindungs- und Traumorientierte Psychoanalysestudie
- Präventive Intervention in einem Industriebetrieb zur Vermeidung mittel- bis langfristiger Gesundheitsschäden
- Studie zur psychotherapeutischen Haltung
- Münchner Bindungs- und Traumforschungsorientierte Psychoanalyse-Studie (MÜBITROPAS)
- Nonverbale Interaktionen im Psychotherapeutischen Prozess mit aggressiven Kindern und Jugendlichen

## Dr. Zita und T.V. Steger Stiftung zur Förderung der Psychoanalyse
Die seit 2001 bestehende Steger-Stiftung wurde von dem 2018 im Alter von 95 Jahren gestorbenen Mitglied, Zita Steger-Hain, gegründet (damals mit einer Mio. DM). Zweck der Stiftung ist es, begabte Ausbildungsteilnehmer der Akademie für Psychoanalyse und Psychotherapie München finanziell zu fördern. Außerdem werden Mittel für psychoanalytische Forschungsprojekte von Mitgliedern und Aus- und Weiterbilsungsteilnehmern bereitgestellt, um den Stellenwert der Psychoanalyse als Heilmethode für seelische Leiden zu fördern und ihre Wissenschaftlichkeit unter Beweis zu stellen.
Mindestens eines der zu bestellenden Vorstandsmitglieder muss Mitglied der Akademie sein, die weiteren Mitglieder sollen Mitglieder der Akademie sein.

## Kooperationen
Kooperationen bestehen insbesondere mit folgenden Institutionen:
- Arbeitsgemeinschaft München der Deutschen Psychoanalytischen Gesellschaft
- Institut für Psychodynamische Organisationsberatung München (IPOM)